# 邱永聰
邱永聰（1919年10月4日—1999年6月25日），臺灣醫師、政治人物，曾任宜蘭縣議會議長、台灣省立宜蘭醫院院長，後代表中國國民黨在台灣省第一選區（北基宜）當選為第一屆第一、二次增額立法委員。